# Duda Sanadze
Duda Sanadze (in georgiano დუდა სანაძე?; Tbilisi, 25 luglio 1992) è un cestista georgiano.

## Carriera
Ha giocato nei San Diego Toreros e nella Nazionale georgiana.
Con la Georgia ha disputato due edizioni dei Campionati europei (2013, 2015, 2017, 2022).